# Ялиновий ліс (пам'ятка природи, Ратнівський район)
Яли́новий ліс — зоологічна пам'ятка природи місцевого значення, об'єкт природно-заповідного фонду в Україні. Розташований на території Ратнівського району Волинської області, перебуває у користуванні ДП «Ратнівське ЛМГ», Кортеліський лісництво, квартал 43, виділ 30—37, 54. 
Площа — 15,5 га, статус отриманий у 1978 році. 
Статус надано з метою та збереження у природному стані ділянки мішаного лісу, де зростають ялина європейська (Picea abies) та сосна звичайна (Pinus sylvestris). 
На території пам'ятки природи гніздиться рідкісний вид птахів лелека чорний (Ciconia nigra), що перебуває під охороною Червоної книги України, Конвенції про міжнародну торгівлю видами дикої фауни і флори, що перебувають під загрозою зникнення CITES, Бернської конвенції, Боннської конвенції та Угоди AEWA.